# Christopher Bonsu Baah
Christopher Bonsu Baah (14 december 2004) is een Ghanees voetballer die als flankaanvaller speelt. In de zomer van 2023 verruilde hij Sarpsborg 08 FF voor het Belgische KRC Genk.

## Carrière
Bonsu Baah kreeg zijn opleiding bij de Shooting Stars FC, een Ghanese tweedeklasser gelegen in de kuststad Accra. Hij doorliep er de jeugdreeksen en mocht als jongeling gaan testen bij grote Europese ploegen als Borussia Dortmund, FC Barcelona en Manchester United.  Begin 2023 maakte Bonsu Baah definitief de overstap naar Europa, hij tekende een profcontract bij de Noorse eersteklasser Sarpsborg 08 FF. In Noorwegen wist hij zich meteen te tonen, in zijn eerste 3 maanden voor de club kwam hij in 12 wedstrijden in actie, hierin was hij goed voor 1 goal en 1 assist. Door zijn goede prestaties kwam hij meteen op de radar van meerdere Europese clubs.
Op 6 juli 2023 maakte de Belgische eersteklasser KRC Genk bekend dat Bonsu Baah bij hen een contract voor 5 seizoenen ondertekend had.

## Statistieken
| Seizoen         | Club            | Land               | Competitie      | Competitie | Competitie | Beker | Beker | Supercup | Supercup | Europees | Europees | Totaal | Totaal |
| Seizoen         | Club            | Land               | Competitie      | Wed.       | Dlp.       | Wed.  | Dlp.  | Wed.     | Dlp.     | Wed.     | Dlp.     | Wed.   | Dlp.   |
| --------------- | --------------- | ------------------ | --------------- | ---------- | ---------- | ----- | ----- | -------- | -------- | -------- | -------- | ------ | ------ |
| 2023            | Sarpsborg 08 FF | Vlag van Noorwegen | Eliteserien     | 12         | 1          | 2     | 0     | 0        | 0        | 0        | 0        | 14     | 1      |
| 2023/24         | KRC Genk        | Vlag van België    | Eerste klasse A | 34         | 1          | 2     | 1     | 0        | 0        | 11       | 0        | 47     | 2      |
| Carrière totaal | Carrière totaal | Carrière totaal    | Carrière totaal | 62         | 2          | 4     | 1     | 0        | 0        | 11       | 0        | 77     | 3      |

1 Van Crombrugge ·
2 Pierre ·
3 Mujaid ·
6 Smets ·
7 Bonsu Baah ·
8 Heynen  ·
9 Oh ·
11 Oyen ·
14 Sor ·
15 Claes ·
17 Hrošovský ·
18 Kayembe ·
19 Medina ·
20 Karetsas ·
21 Bangoura ·
22 Manguelle ·
23 Steuckers ·
24 Sattlberger ·
27 Nkuba ·
32 Adedeji-Sternberg ·
34 Palacios ·
39 Penders ·
44 Kongolo ·
51 Brughmans ·
77 El Ouahdi ·
99 Tolu ·
Coach: Fink